# AIM-95 Agile
L'AIM-95 Agile fu un missile aria-aria a corto raggio sviluppato dall'US Navy tra il 1968 e il 1975 al fine di sostituire l'AIM-9 Sidewinder. Il programma fu cancellato nel 1975 per ragioni economiche.

## Storia e sviluppo
Nel 1968 il Naval Weapons Center di China Lake iniziò lo sviluppo di un nuovo missile aria-aria a corto raggio avanzato, destinato a sostituire l'AIM-9 Sidewinder sui nuovi caccia F-14 Tomcat ed F-18 Hornet dell'US Navy. Il missile, denominato XAIM-95 Agile, integrò un sistema di controllo vettoriale della spinta (TVC) messo a punto nell'ambito del programma sperimentale Quick Turn, nonché un sensore e un sistema di puntamento ideati anch'essi a China Lake. Nel 1970 l'USAF, alla luce dei deludenti risultati ottenuti dal proprio programma AIM-82, decise di abbandonarlo e aderì anch'essa al programma Agile. Nel 1973 la responsabilità del sistema di guida fu affidata alla Hughes, e quella del motore a razzo TVC fu affidata alla Thiokol.
Lo sviluppo dell'Agile procedette fino alla fase dei primi test in volo in vista della messa a punto della versione definitiva di serie AIM-95A, ma nel 1975 il programma fu cancellato a causa dei costi eccessivi e dell'immaturità delle tecnologie utilizzate nel sensore e nel sistema di guida. Come soluzione a breve termine, l'USAF e l'US Navy decisero di affidarsi a nuove versioni migliorate dell'AIM-9 Sidewinder e nel contempo avviarono un altro programma a lungo termine, denominato ASRAAM, che avrebbe portato alla realizzazione del missile AIM-132.

## Caratteristiche
L'AIM-95 Agile era un missile tecnologicamente avanzato che utilizzava il controllo vettoriale della spinta come sistema di manovra. Il sistema di guida era basato su un sensore all'infrarosso con capacità di agganciare un bersaglio anche al di fuori del suo campo visivo. Il propulsore a razzo, dotato di controllo vettoriale, era alimentato con propellente solido.